# Комал
Комал Раджья Лакшми Деви (род. 18 февраля 1951, Катманду, Непал) — королева-консорт Непала в 2001—2008 годах. Супруга короля Гьянендры.

## Биография
Комал родилась в Катманду и происходила из аристократического рода Рана, до 1951 года дававшего потомственных премьер-министров страны и являвшегося конкурентом королевского рода Шах за власть в Непале. Она была второй из трёх дочерей в семье генерал-лейтенанта непальской армии Кендры Шамшера Джанга Бахадура Рана (1927—1982) и его жены Шри Раджья Лакшми Рана (1928—2005).
Комал вместе с сёстрами получила образование в школе при монастыре Святой Елены в Курсеонге (Индия), затем в школе Святой Марии в Катманду, а также окончила музыкальную школу.
В 1970 году король Махендра выбрал невестами для своих троих сыновей девушек из рода Рана. Комал была обручена с принцем Гьянендрой, её старшая сестра Айшвария — с наследным принцем Бирендрой, младшая сестра Прекшья — с принцем Дхирендрой. Свадьба Комал и Гьянендры состоялась 1 мая 1970 года.

1 июня 2001 года Комал и её сын принц Парас присутствовали на семейном ужине, в ходе которого была убита большая часть королевской семьи. По официальной версии, от рук её племянника наследного принца Дипендры погибли: король Бирендра и королева Айшвария, их дети — принц Нираян и принцесса Шрути, брат короля — принц Дхирендра, сестры короля — Шанти и Шарада, муж последней Кумар Кхадга и кузина короля — Джаянти. Сама принцесса получила два ранения и провела в больнице почти месяц. Однако, вскоре прозвучали обвинения и в адрес её мужа и сына. Сам принц Гьянендра заявлял: 
Обвинения в наш адрес были бесчеловечны
4 июня 2001 года Гьянендра был провозглашён королём Непала. Титул королевы получила и Комал. Она сопровождала мужа в зарубежных поездках. Возглавляла Фонд развития района Пашупати. В свободное время занималась музыкой и искусством аранжировки цветов.
В декабре 2007 года парламент Непала проголосовал за упразднение монархии. 28 мая 2008 года монархия в Непале была отменена. Но ещё 23 мая король с супругой покинули дворец «Нараянитхи» в Катманду, чтобы избежать принудительного выселения.

## Дети
Король Гьянендра и королева Комал имеют 2 детей:
- Парас (род. 30 декабря 1971) — наследник престола, с 25 января 2000 года женат на Химани Раджья Лакшми Дев (род. 1 октября 1976 года). В браке родились:
  - принцесса Пурника (род. 11 декабря 2000)
  - принц Хридендра (род. 30 июля 2002)
  - принцесса Критика (род. 16 октября 2003)
- Прерана (род. 20 февраля 1978) — 23 января 2003 года вышла замуж за Раджа Бахадура Сингха[8].
  - Партхав Бахадур Сингх (род. 10 октября 2004).